# Kantonsschule Zürcher Oberland
Die Kantonsschule Zürcher Oberland in Wetzikon (kurz: KZO) ist ein öffentliches Gymnasium des Kantons Zürich. Mit rund 1300 Schülerinnen und Schülern ist die KZO die drittgrösste Kantonsschule des Kantons Zürich.

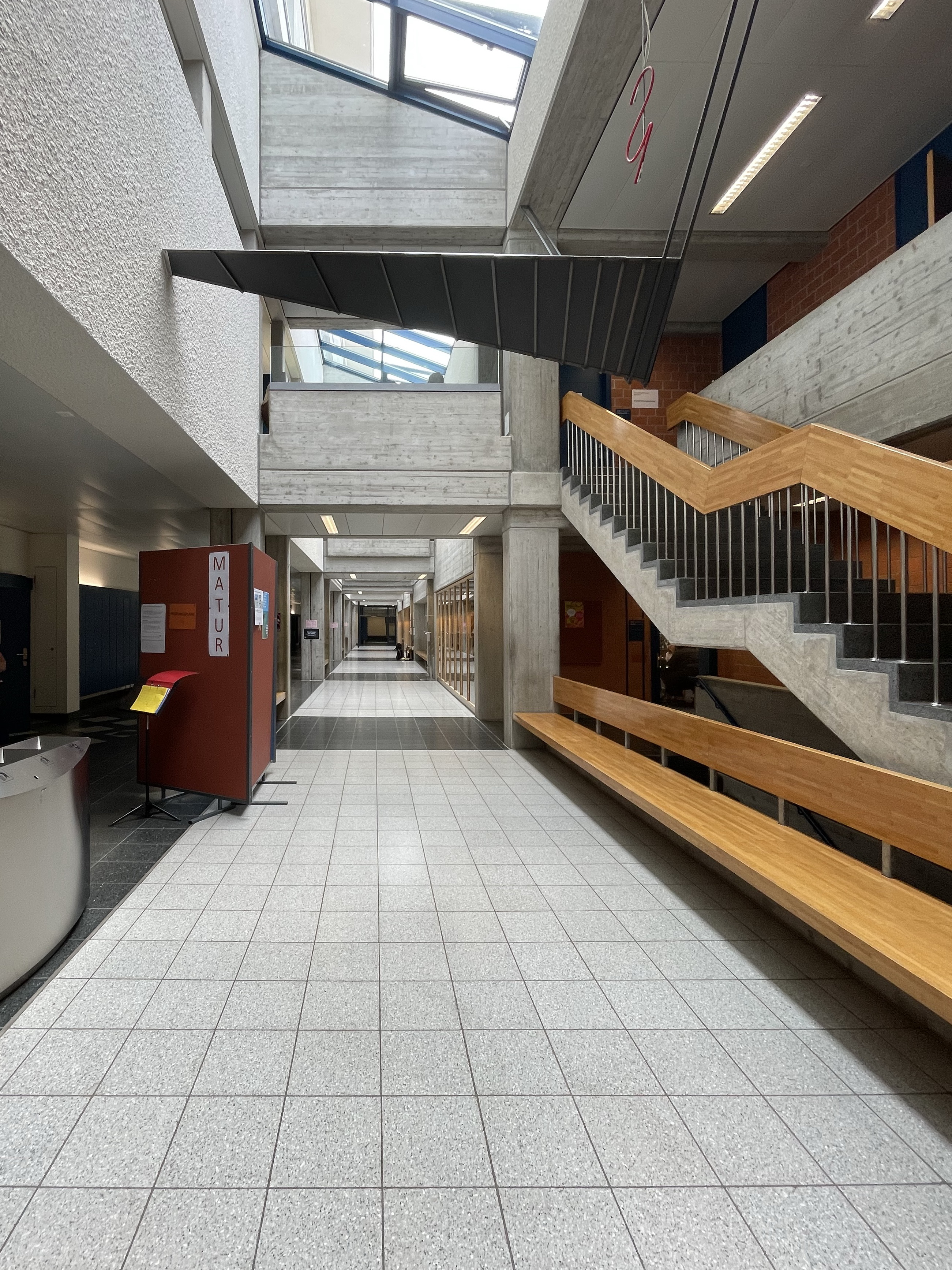
Im Haupttrakt

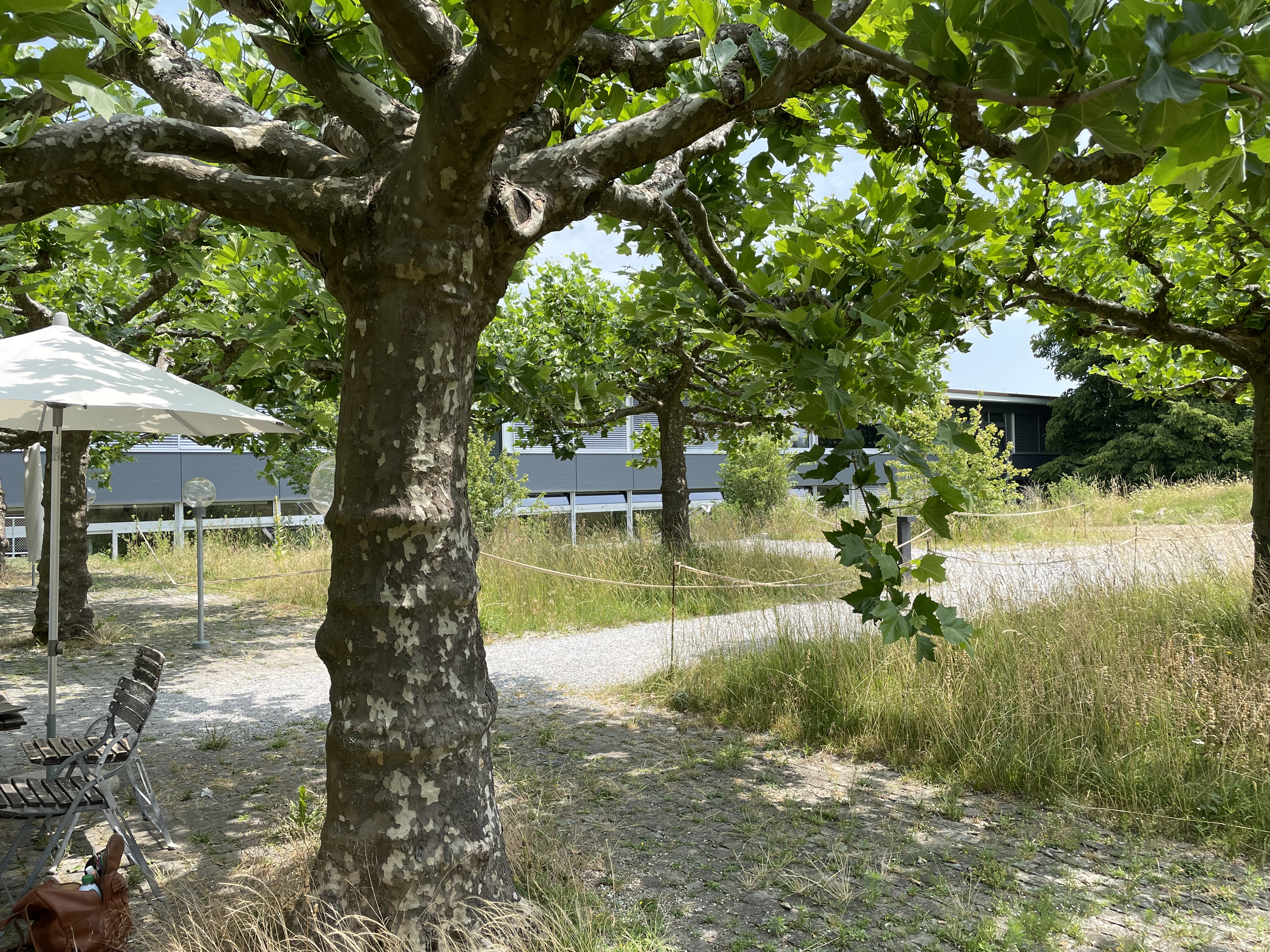
Gartensitzplatz hinter der Aula; grosser Spezialtrakt

## Geschichte
Bemühungen, im Zürcher Oberland eine Kantonsschule zu errichten, gehen bis ins Jahr 1871 zurück. Dazumal unternahm der kantonale Erziehungsdirektor Johann Caspar Sieber (ehem. Sekundarlehrer in Wetzikon und Uster) den Vorstoss, Realgymnasien «nach Bedürfnissen in für grössere Landstheile günstig gelegenen Ortschaften» einzurichten. Das Volk lehnte trotz Ja-Empfehlung des Kantonsrats die Gesetzesvorlage ab. 1874 bemühte sich Uster erfolglos um ein Realgymnasium. Auch die im Jahre 1912 eingereichte Gesetzesänderung mit dem Ziel, im Zürcher Oberland eine Mittelschule zu gründen, lehnte das Stimmvolk ab. Infolge einer Motion im Kantonsrat von Alfred Hirzel aus Wetzikon lag aber bald eine neuerliche Gesetzesvorlage bereit. Diese Gesetzesvorlage wurde beachtliche 15 Jahre lang «geprüft». Am 20. Dezember 1934 bezeichnete der Kantonsrat «die voraussichtliche Frequenz solcher Mittelschulen auf dem Land als ungenügend». Die Gemeindeschulpflege des Bezirks Hinwil wagte im März 1943 aber trotzdem einen erneuten Vorstoss. Ein ins Leben gerufener Ausschuss hatte die Aufgabe, «die Frage der Errichtung einer Mittelschule im Zürcher Oberland nach allen Richtungen hin gründlich zu prüfen». Nach Ausarbeitung der organisatorischen und finanziellen Belange ging man die Standortfrage an. Wetzikon schwang dabei obenaus, «als sinnvollster Standort».
Am 5. Oktober 1952 sagte das Zürcher Stimmvolk mit grosser Mehrheit «Ja» zur Kantonsschule Zürcher Oberland. Drei Jahre später, am 23. August 1955, erfolgte der Spatenstich zur neuen Kantonsschule, deren Gebäude von Max Ziegler entworfen worden waren. Im Jahr 1957 wurde die Schule eröffnet. Ein kleiner Spezialtrakt ist Bestandteil dieser ursprünglichen Anlage; zusammen mit dem Hauptgebäude und den Turnhallen wurde er von der Kantonalen Denkmalpflege in die Liste der schützenswerten öffentlichen Bauten aufgenommen.
In den Jahren 1987 und 1988 wurden diverse Gebäude angebaut, da die Zimmer nicht mehr für alle Schüler reichten.
Ein weiterer grösserer Ausbauschritt der KZO erfolgte in den Jahren 2004 und 2005 mit dem Bau der Mensa und zusätzlichen Unterrichtszimmern. Während der Jahre 2011 und 2012 wurde der kleine Spezialtrakt renoviert – unter Berücksichtigung der Vorgaben der Kantonalen Denkmalpflege.
2012 erhielt die Kantonschule Zürcher Oberland den Schulpreis der Wissenschafts-Olympiade.
Im Mai 2013 wurde die Kantonsschule Zürcher Oberland ins Netzwerk der UNESCO-Projektschulen aufgenommen. Ein Grund dafür ist das Projekt Deutsch für Alle (ehemals Deutsch für Asylsuchende), bei dem Schüler der KZO Migranten Deutschunterricht erteilen.
Im Jahre 2017 wurden an der KZO ab dem Semester 3.2 mit BYOD flächendeckend Laptopklassen eingeführt.
In den beiden Schuljahren 2020/2021 und 2021/2022 wurde der grosse Spezialtrakt totalsaniert. Die KZO hatte für diesen Zeitraum zwei Schulstandorte: einerseits an der Bühlstrasse, andererseits an der Schellerstrasse.

### Rektoren
Folgende Personen waren Rektor der Kantonsschule Zürcher Oberland:
- Martin Altwegg 1957–1962
- Hans Surbeck 1962–1981
- Karl Weder 1981–1989
- Rudolf Schwarzenbach 1989–2000
- Dieter Schindler 2000–2009
- Martin Zimmermann 2009–2018

Seit 2018 ist Aleksandar Popov Rektor.

## Aufnahme

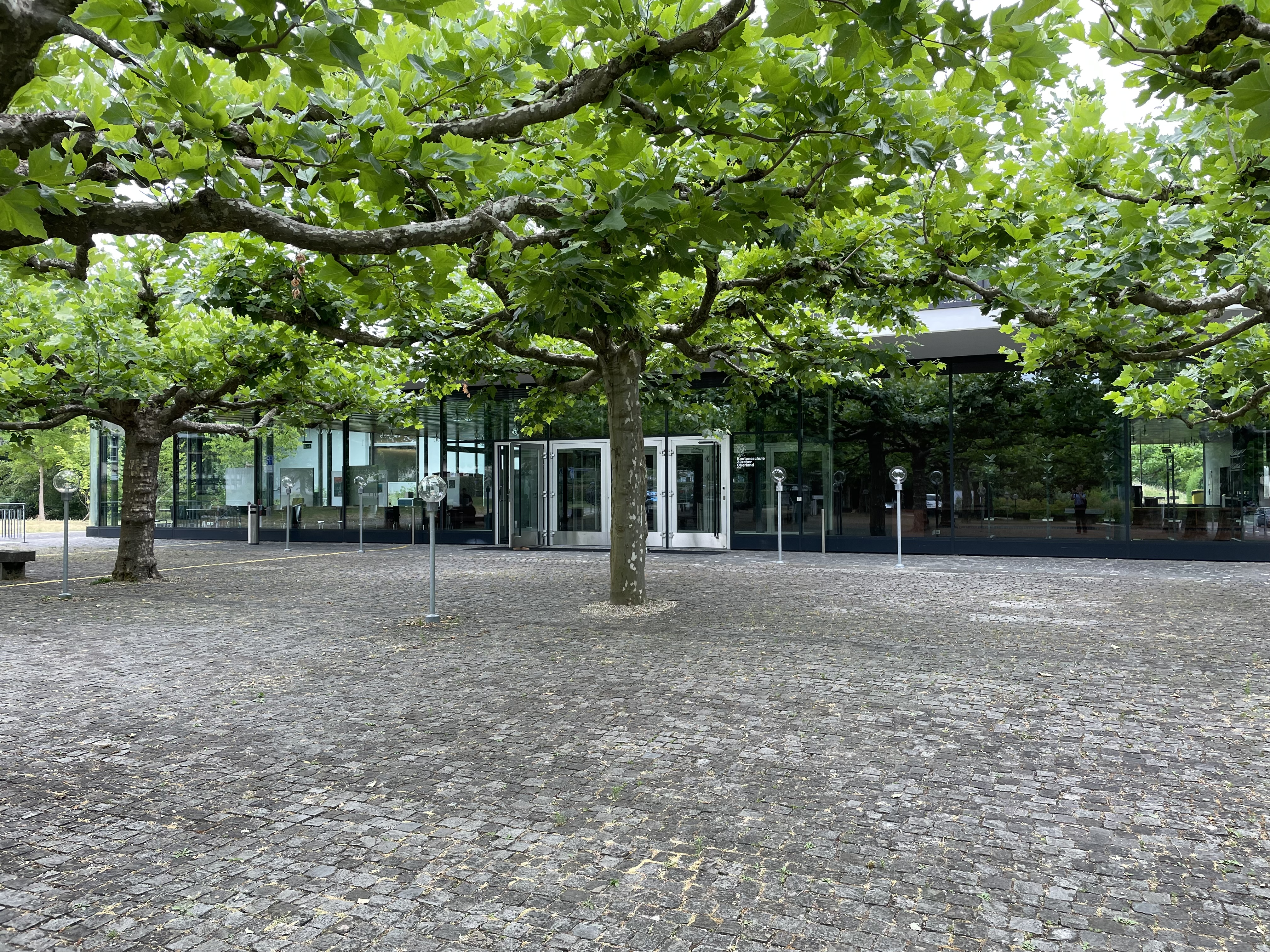
Aula

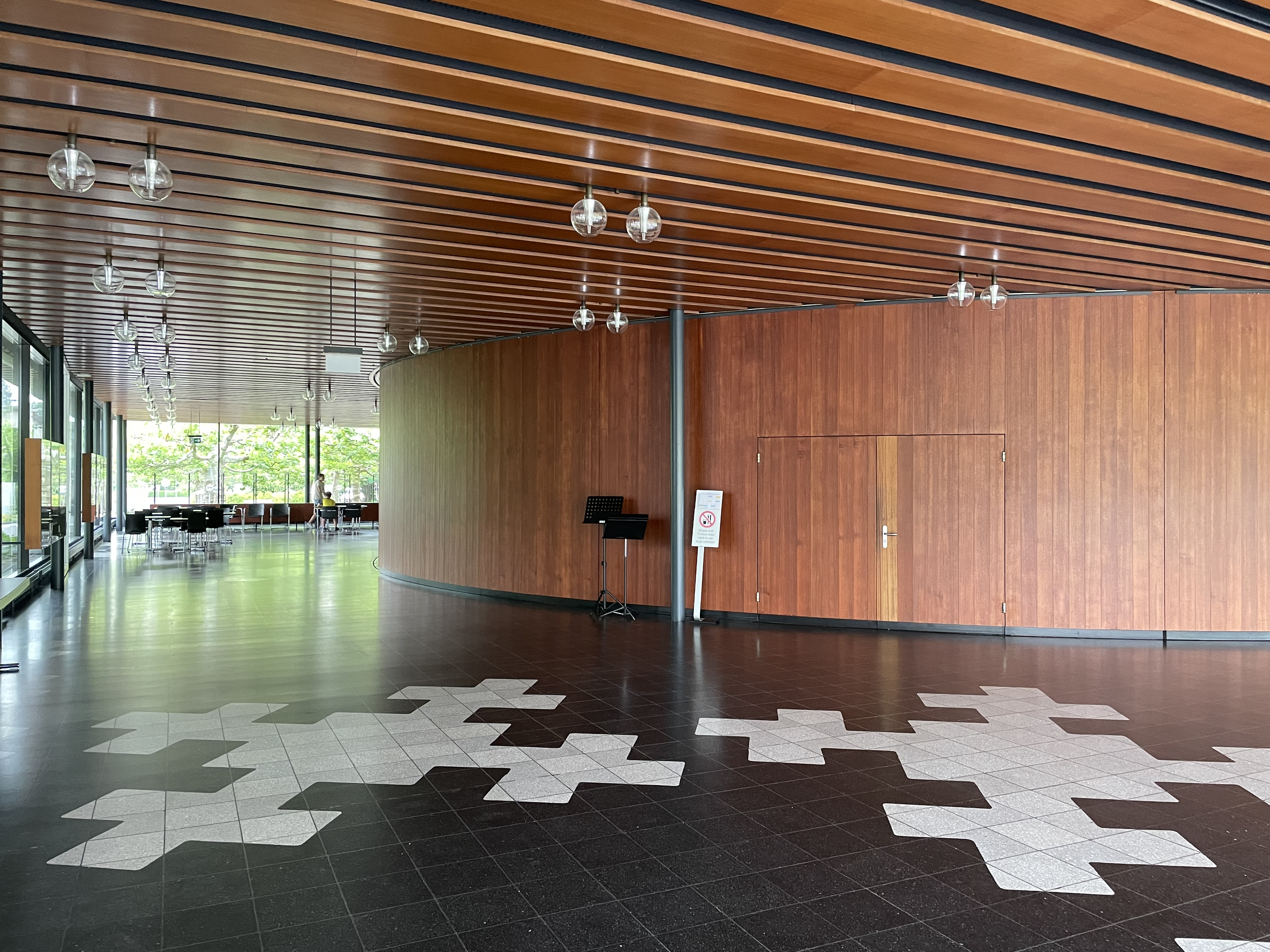
Aula-Foyer

### Aufnahmebedingungen
Um an einem kantonalen Gymnasium aufgenommen zu werden, muss die Zentrale Aufnahmeprüfung (ZAP) abgelegt werden. Eine bestandene Zentrale Aufnahmeprüfung berechtigt zum Eintritt in die Probezeit im unmittelbar anschliessenden Schuljahr.

### Zulassungsbedingungen zur Zentralen Aufnahmeprüfung
Zur Prüfung zugelassen sind Kandidatinnen und Kandidaten, welche über eine passende Vorbildung verfügen und sich innerhalb der entsprechenden Altersgrenze bewegen.

### Langgymnasium
Zur Prüfung zugelassen sind Schülerinnen und Schüler, welche die 6. Primarklasse besuchen. Neben der Prüfungsnote zählt auch die Erfahrungsnote (Fächer: Deutsch und Mathematik) des 1. Semesters der 6. Primarklasse.

### Kurzgymnasium
Zur Prüfung zugelassen sind Schülerinnen und Schüler, welche die 2. oder 3. Sekundarklasse in der Abteilung A oder B besuchen respektive besucht haben. Neben der Prüfungsnote zählt unter bestimmten Voraussetzungen auch die Vorleistungsnote (Fächer: Mathematik, Deutsch, Englisch, Französisch, Natur und Technik) des 1. Semesters der 2. bzw. 3. Sekundarklasse.

## Unterricht

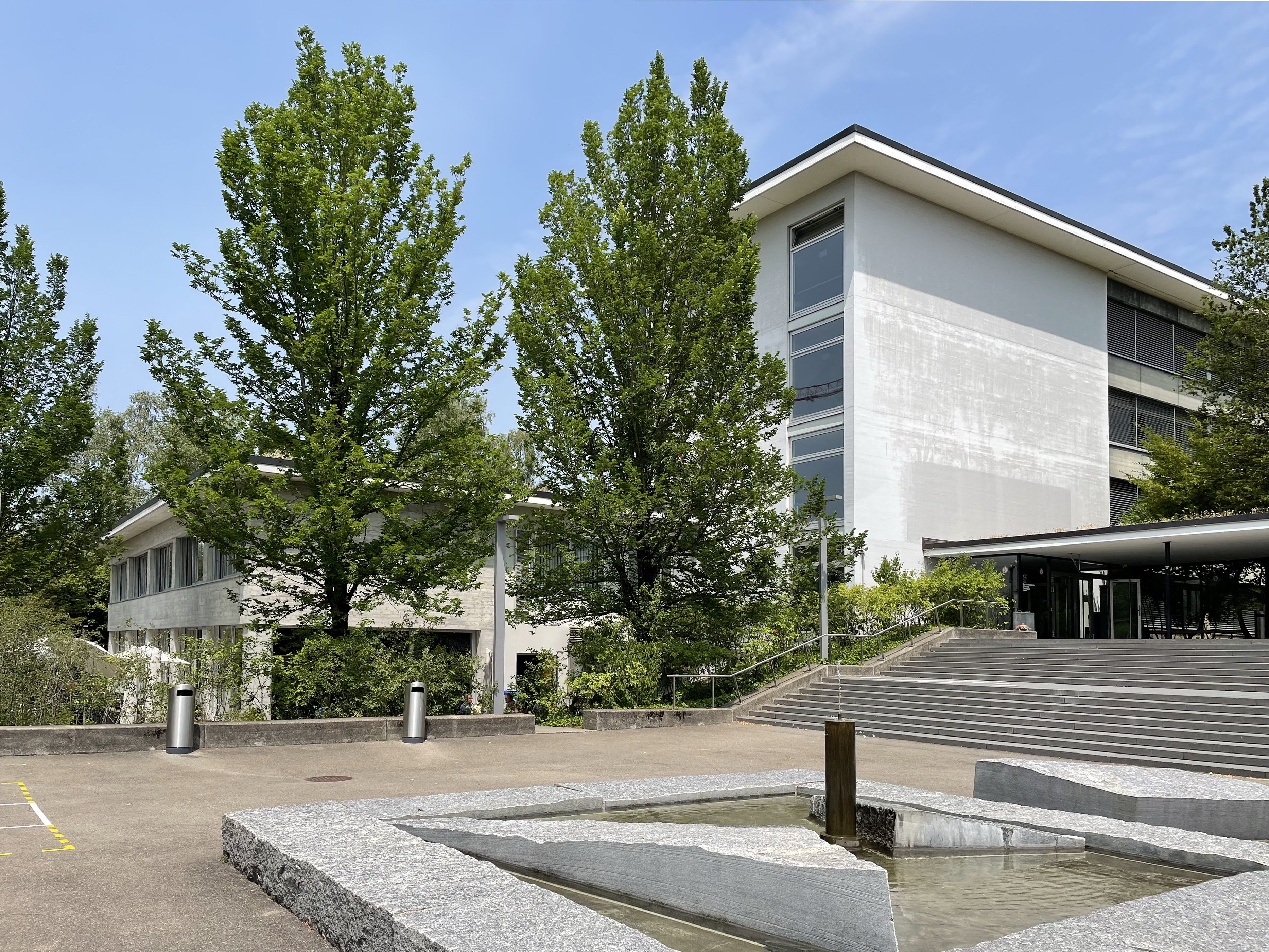
Mensatrakt und Haupttrakt

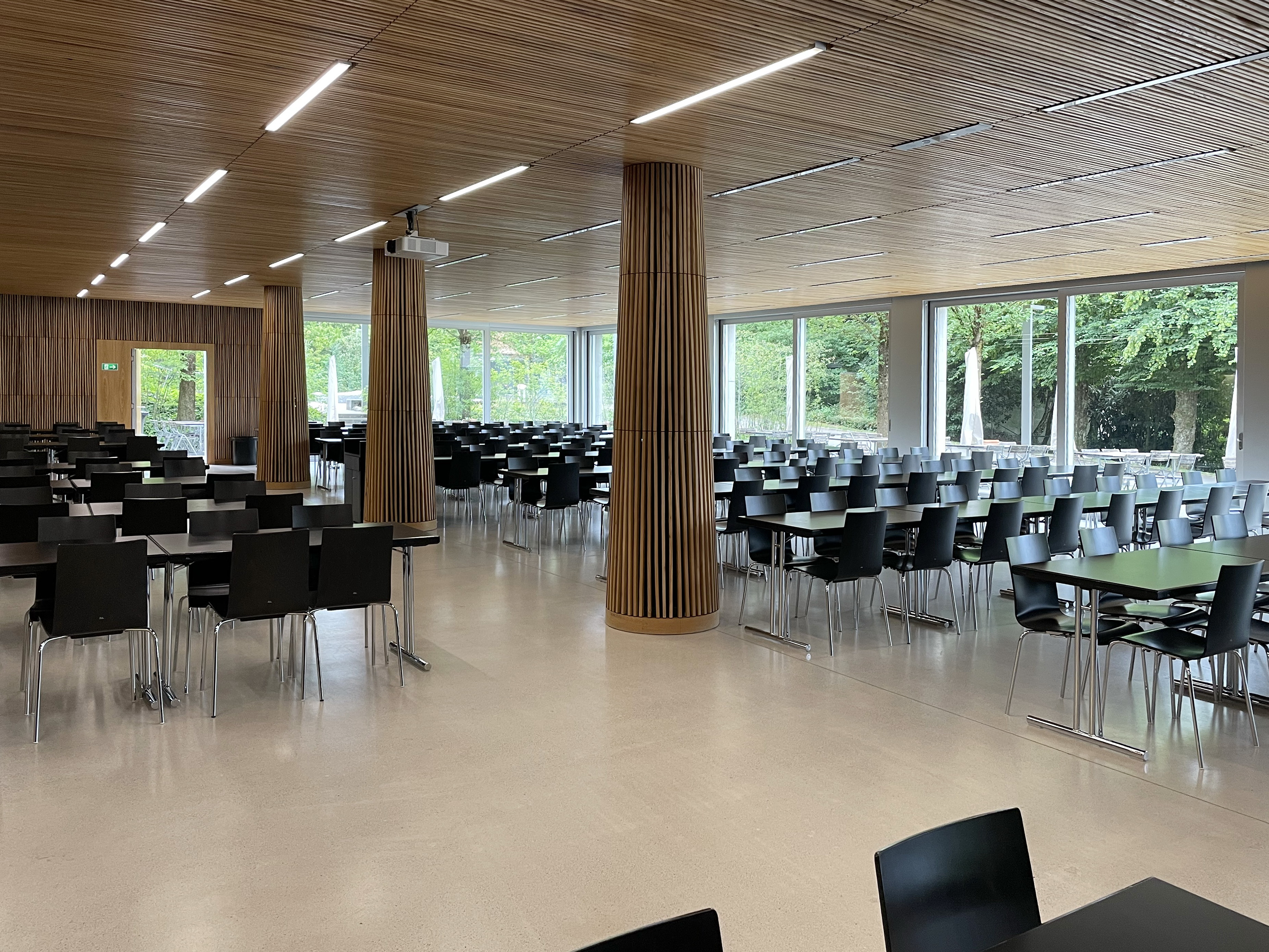
Mensa

Die Kantonsschule Zürcher Oberland ist ein Lang- und Kurzgymnasium. Sie bietet die folgenden Maturitätsprofile an:
- Altsprachliches Profil (A) mit Schwerpunktfach Latein
- Altsprachliches Profil (A) mit Schwerpunktfach Altgriechisch
- Mathematisch-Naturwissenschaftliches Profil (C) mit den Schwerpunktfächern Anwendungen der Mathematik und Physik
- Mathematisch-Naturwissenschaftliches Profil (C) mit den Schwerpunktfächern Biologie und Chemie
- Musisches Profil (M) mit Schwerpunktfach Musik
- Musisches Profil (M) mit Schwerpunktfach Bildnerisches Gestalten
- Neusprachliches Profil (N) mit Schwerpunktfach Spanisch
- Neusprachliches Profil (N) mit Schwerpunktfach Italienisch
- Neusprachliches Profil (N) mit den Schwerpunktfächern Englisch und Italienisch
- Wirtschaftliches Profil (W) mit den Schwerpunktfächern Wirtschaft und Recht
- Pädagogisches, philosophisches und psychologisches Profil (PPP) mit den Schwerpunktfächern Pädagogik, Psychologie und Philosophie

Damit bietet die Kantonsschule Zürcher Oberland als regionales Zentrum ohne weitere Gymnasien in der Nähe eine überdurchschnittlich vielfältige Profilauswahl an.

### Selbstlernsemester
Eine Spezialität an der Kantonsschule Zürcher Oberland ist das Selbstlernsemester (SLS). Im Jahr 2004 wurde vom Regierungsrat des Kantons Zürich das Budget für die Kantonsschulen gekürzt (minus 7 %). Als Sparmassnahme führte die Kantonsschule Zürcher Oberland das Selbstlernsemester ein – vorerst in einer Pilotphase mit drei Klassen. Seit Herbstsemester 2005/06 werden im Herbstsemester des fünften Schuljahres die Anzahl Lektionen in den Fächern Mathematik, Deutsch, Englisch, Französisch und dem Schwerpunktfach (bis 2012 auch Sport) auf eine oder zwei Wochenlektionen reduziert. Dadurch haben die Schülerinnen und Schüler jeweils primär am Vormittag Unterricht; der Unterricht in den Nicht-SLS-Fächern läuft ganz normal weiter. An den Nachmittagen erarbeiten sich die Schüler den Schulstoff im Selbststudium – häufig im Rahmen von grösseren Arbeitsaufträgen oder Projekten. Zusätzlich findet wöchentlich eine Reflexionsstunde mit der Klassenlehrperson statt, in der das eigene Tun und die selbständige Arbeit in der Klasse besprochen werden. Für ihr SLS-Projekt erhielt die Kantonsschule Zürcher Oberland in den Medien viel Lob.

### Studienwoche

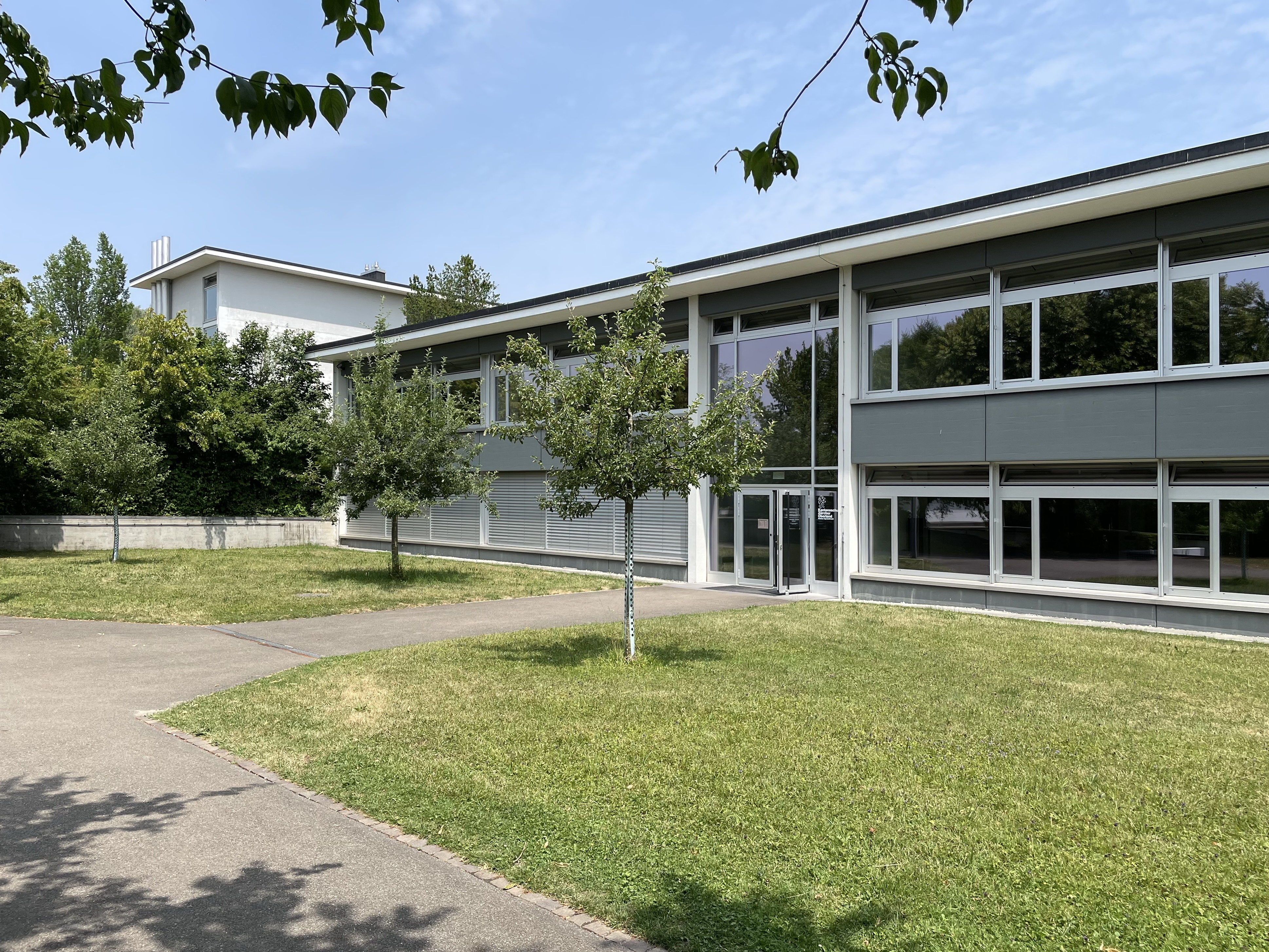
Kleiner Spezialtrakt

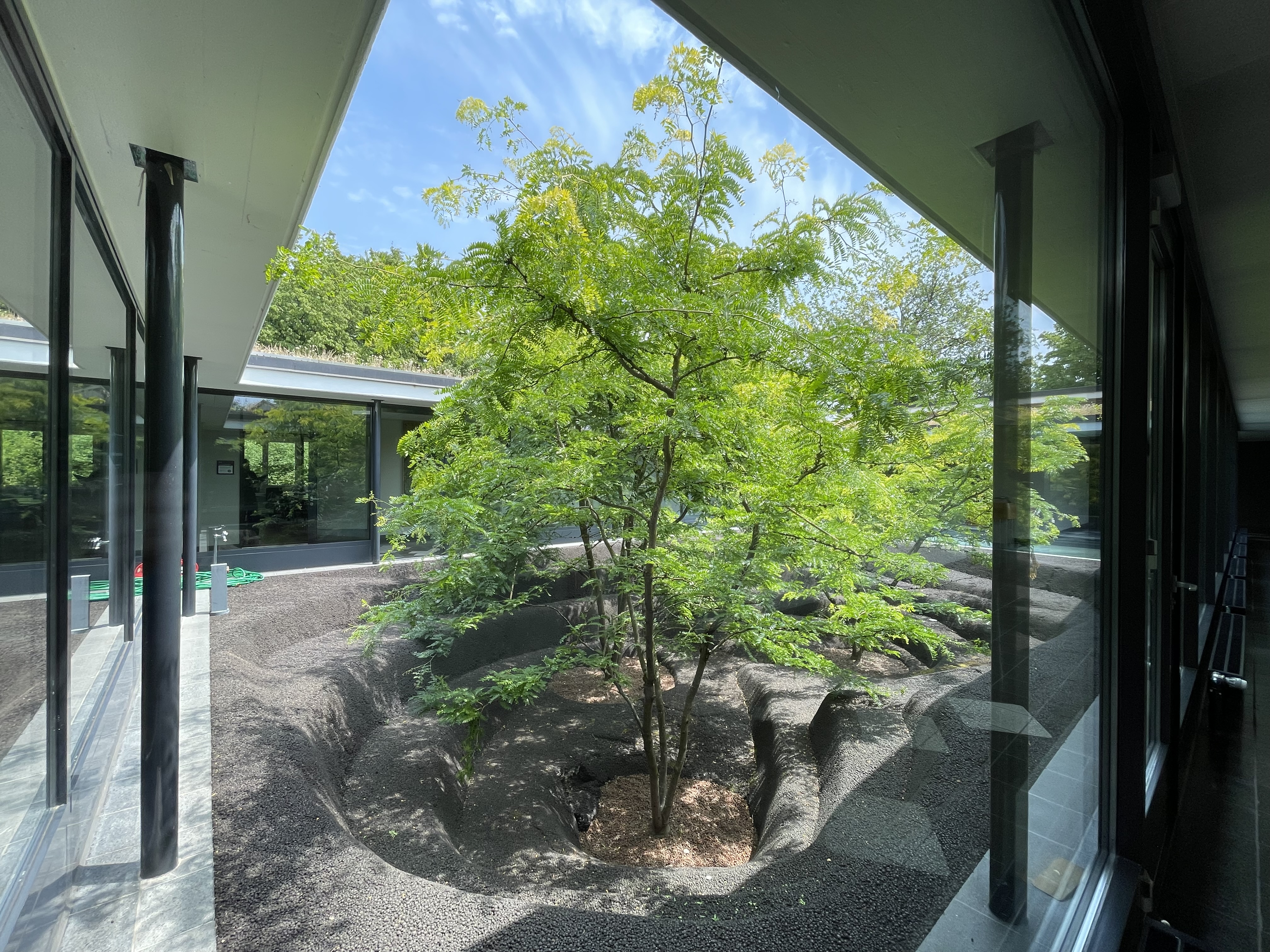
Innenhof des kleinen Spezialtrakts

In der letzten Schulwoche vor den Herbstferien wird der reguläre Unterricht durch Studienwochen ersetzt. Je nach Jahrgangsstufe werden die Studienwochen in unterschiedlichen Settings durchgeführt: Die 1. – 4. Klassen nehmen im Klassenverband an einer Fachwoche teil, wobei die 1. und 3. Klassen an der KZO bleiben und die 2. und 4. Klassen ihre Studienwochen extern verbringen. Für die Schülerinnen und Schüler der 5. Klassen ist die Studienwoche Bestandteil des zweiwöchigen Sprachpraktikums. Dabei organisieren sie selbst ihren Aufenthalt in einem französischsprachigen Gebiet oder, im Falle des N-Profils, in einem Sprachgebiet des Schwerpunktfachs. Für die 6. Klassen werden themenorientierte Projektwochen angeboten, die entweder an der KZO, lokal oder als Bildungsreise europaweit stattfinden.

### Wahlkursjahr
Das Wahlkurssystem ist neben dem Selbstlernsemester eine weitere Spezialität der KZO. Anstatt in allen Fächern eine Maturaprüfung abzulegen, wählen die Maturandinnen und Maturanden für das letzte Schuljahr ihre Fächer. Eine bestimmte Anzahl Lektionen ist dabei schon gesetzt. Dazu können noch folgende Kurse gewählt werden:
- Projektkurs à 2 Wochenlektionen (mündliche Maturitätsprüfung): Deutsch, Mathematik, Französisch, Englisch, Spanisch, Italienisch
- Wahlkurs Naturwissenschaften à 2 Wochenlektionen (Maturitätsprüfung in geraden Jahren schriftlich und in ungeraden Jahren mündlich): Biologie, Chemie, Physik
- Wahlkurs Geistes- und Sozialwissenschaften à 2 Wochenlektionen (Maturitätsprüfung in ungeraden Jahren schriftlich und in geraden Jahren mündlich): Geschichte, Geografie, Wirtschaft und Recht
- Ergänzungsfach à 2 Wochenlektionen (Jahrespromotion, keine Maturaprüfungen): alle oben genannten Fächer und zusätzlich Sport, Informatik, Philosophie, Religion, Musik, Bildnerisches Gestalten

### Hauswirtschaftskurs
Der Hauswirtschaftskurs ist ein dreiwöchiger Kurs, den alle Schülerinnen und Schüler der 2. Klassen vor den Sportferien im Klassenverband besuchen. Der Kurs findet in Form eines Internatskurses statt und ist obligatorischer Bestandteil der gymnasialen Bildung. Dabei werden die Schüler von Montag bis Freitag an verschiedenen Standorten in der ganzen Schweiz in das Thema Hauswirtschaft eingeführt. Der Kurs fördert zentrale Alltagskompetenzen und ermöglicht wichtige Erfahrungen für das Zusammenleben und die persönliche Alltagsgestaltung. Die «Husi» begünstigt so die persönliche Entwicklung der Schülerinnen und Schüler. Für die Organisation und Durchführung der Kurse ist der Strickhof verantwortlich.

### Freifächer

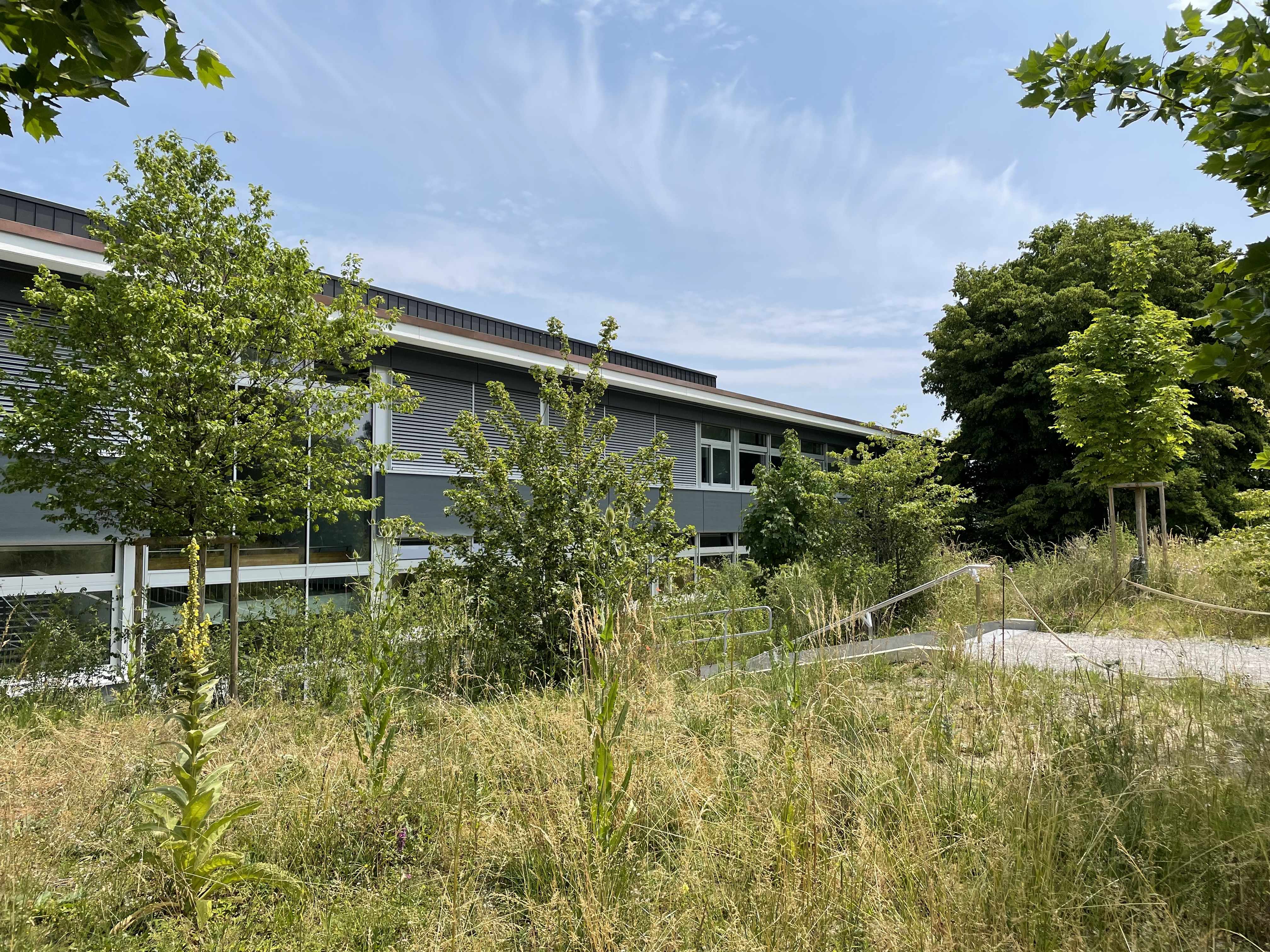
Grosser Spezialtrakt

Die Kantonsschule Zürcher Oberland bietet eine breite Palette von Freifächern an, welche jedes Semester variiert. Freifächer sind ein Komplementärangebot zum obligatorischen Unterricht und öffnen Freiräume für ein Arbeiten ohne Notendruck. Sie ermöglichen Einblicke in neue Wissensgebiete oder vertiefen bereits bekannte Themenbereiche.
Zum Freifachangebot gehören die Schülerzeitung KUSS, Theater, Fremdsprachenkurse (darunter auch die Vorbereitung auf internationale Sprachzertifikate), diverse Sportarten und Tanzkurse wie Eishockey oder Hip-Hop, Instrumentalunterricht und Musikkurse, welche das musikalische Zusammenspiel fördern, sowie Kunstfächer, in denen die Schüler eigene künstlerische Projekte verwirklichen können. Im Freifach «Politik über Mittag» diskutieren politisch interessierte Schülerinnen und Schüler über aktuelle Themen und organisieren regelmässig Charity-Aktionen zugunsten von Menschen in Not. Das Freifach Robotik erzielte in den letzten Jahren beachtliche Erfolge und gewann 2019 am Weltfinale der World Robot Olympiad in Ungarn den dritten Platz.

## Campus

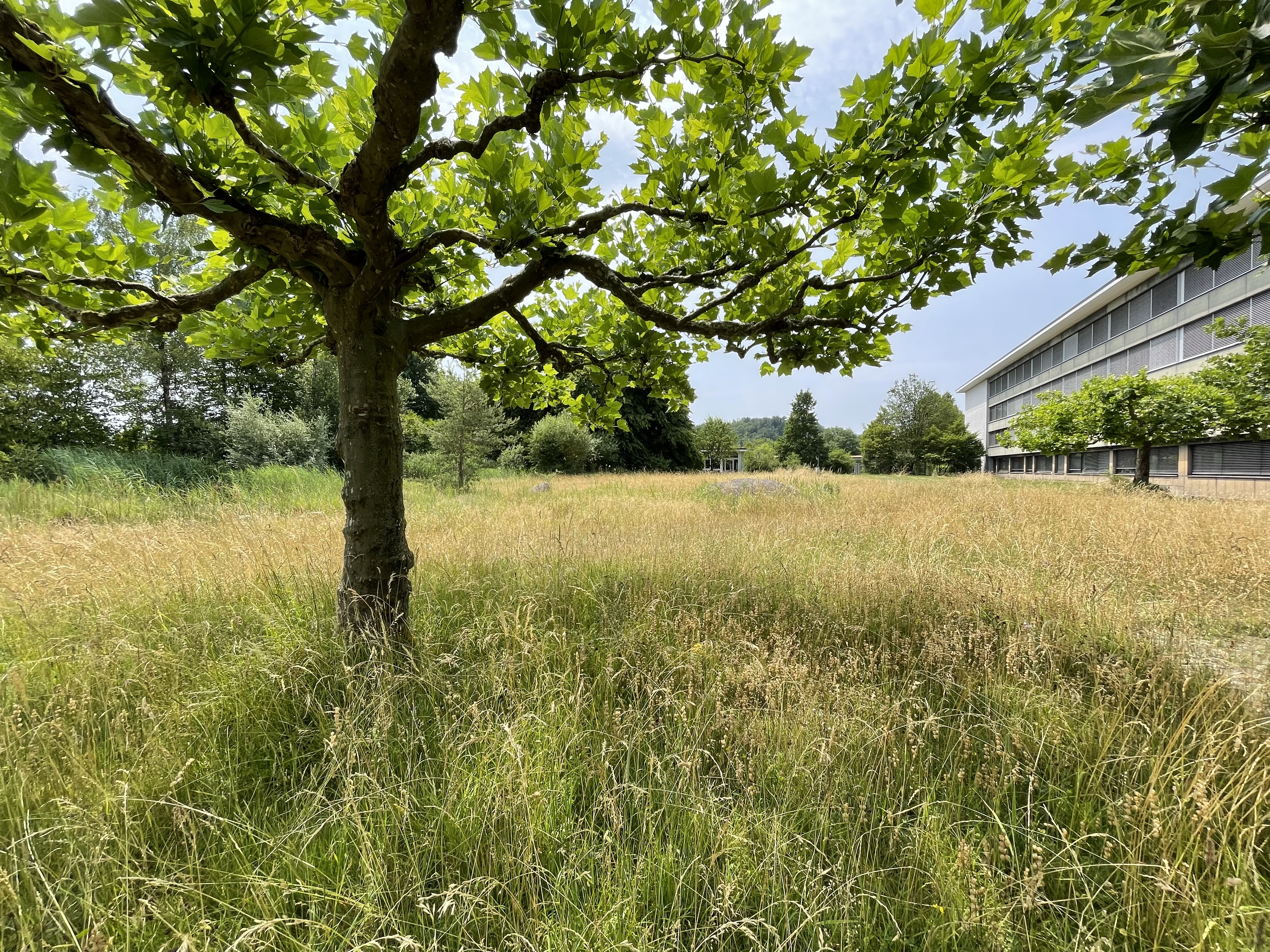
Natürlich gestaltete Landschaft hinter dem Haupttrakt

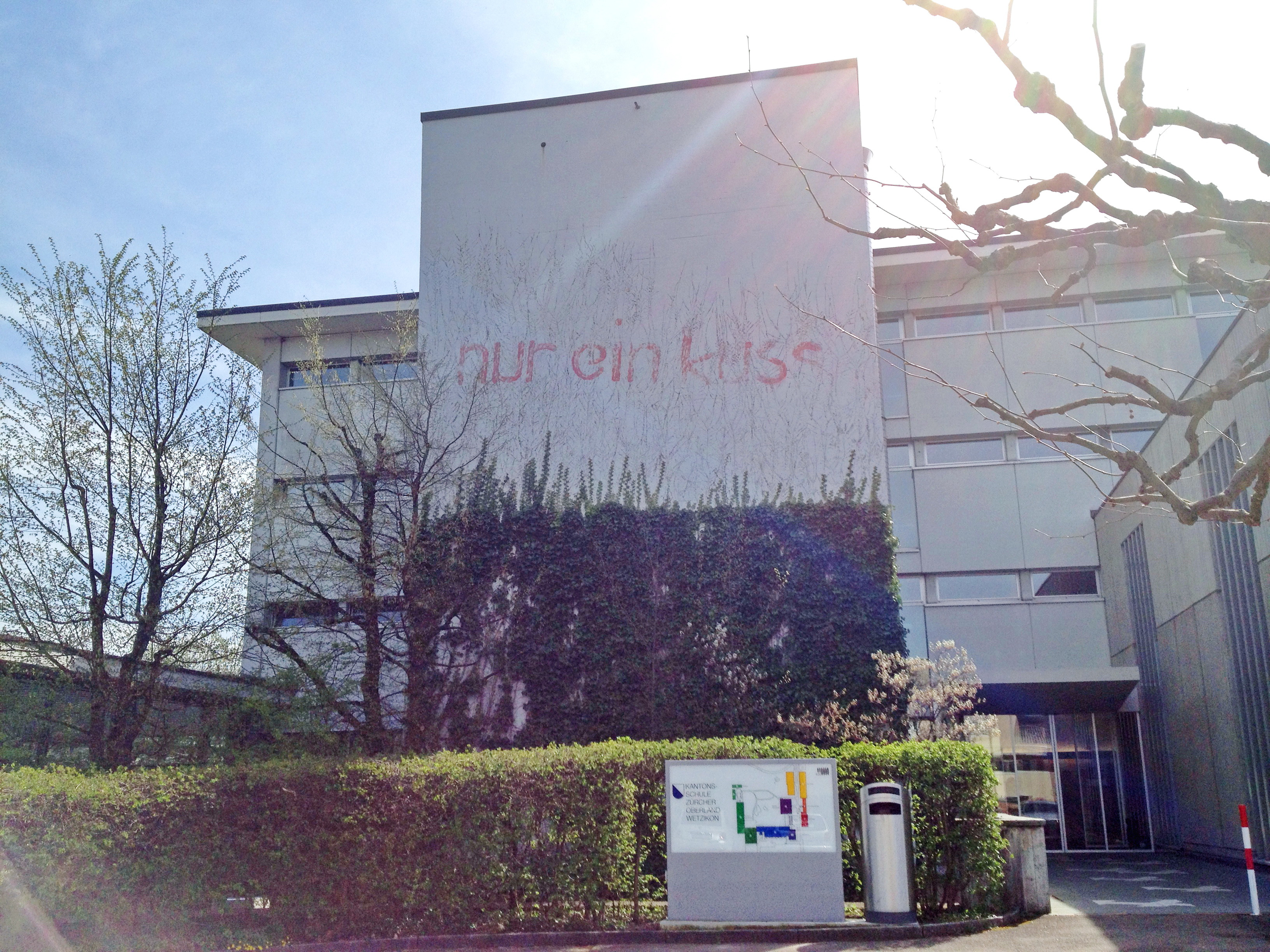
Historisches Graffito (Foto 2014)

Der Campus der Kantonsschule Zürcher Oberland liegt am östlichen Stadtrand von Wetzikon. Zwischen den Gebäuden befindet sich ein Naturschutzgebiet. Zur KZO gehören die folgenden Gebäude:
- Haupttrakt: Unterrichts-, Computer- und IT-Zimmer, Mediothek, Sekretariat, Schülerorganisation
- Grosser Spezialtrakt: Unterrichtszimmer für Naturwissenschaften und Bildnerisches Gestalten
- Kleiner Spezialtrakt: Unterrichtszimmer für Geografie und Musik, Singsaal
- Aula: grosser Versammlungsraum
- Instrumentaltrakt: Räume für den instrumentalen Einzelunterricht
- Sporttrakt: fünf Sporthallen, kleinere Sporträume, Kraft- und Judo-Raum
- Mensatrakt: Kantine, Unterrichtszimmer für Mathematik, Sitzungsraum

Zusätzlich zu den fünf Turnhallen sind in nächster Umgebung zur Schule ein Sportplatz mit Rennbahn, Fussball- und Beachvolleyballfeldern, ein Freibad und eine Eishalle gelegen, die von der KZO mitgenutzt werden.
Am Haupttrakt wurde im Jahr 1987 ein Graffito mit dem Wortlaut «nur ein kuss» angebracht. Es kursieren diverse Gerüchte über die Urheber und Beweggründe, doch bis heute ist unbekannt, von wem der Schriftzug stammt. Die Schülerzeitung der KZO wurde, in Anspielung auf das Graffito, Kuss (QS) getauft. Das Graffito wurde bis heute nie entfernt. 2013 war es völlig von Efeu überwachsen, sodass man es nicht mehr sehen konnte. Daraufhin wurde der Efeu zurückgeschnitten.

## Bekannte Ehemalige
- Roger Sablonier (1941–2010), Historiker
- Regine Aeppli (* 1952), Regierungsrätin des Kantons Zürich 2003–2015
- Patrizia Pesenti (* 1958), Staatsrätin des Kantons Tessin 1999–2011
- Christoph Mörgeli (* 1960), Historiker, Journalist, Nationalrat (1995–2011)
- Monika Rühl (* 1963), Geschäftsleitung Economiesuisse
- Hans-Ueli Vogt (* 1969), Rechtswissenschafter (2015–2021 Nationalrat)
- Peter Marvey (* 1971), Zauberkünstler und Illusionist
- Balthasar Glättli (* 1972), Nationalrat
- Bruno Amstutz (* 1973), Dokumentarfilmer, Redaktor beim Schweizer Fernsehen[14]
- Kaspar Singer (* 1974), Cellist
- Adrian Weyermann (* 1974), Musiker
- Seraina Rohrer (* 1977), Filmfachfrau, Geschäftsleitungsmitglied Pro Helvetia (2011–2019 Leiterin der Solothurner Filmtage)
- Marionna Schlatter (* 1980), Nationalrätin
- Sylvie Matter (* 1981), Kantonsrätin, Präsidentin des Zürcher Kantonsrats 2023/2024
- Tobias Kohn (* 1984), Informatiker, Professor am Karlsruher Institut für Technologie
- Meret Schneider (* 1992), Nationalrätin
- Andri Silberschmidt (* 1994), Nationalrat